# Miguel Gonçalves
Miguel Gonçalves (Crioulo cabo-verdiano, ALUPEC: Migel Gonsalvis e Crioulo do Fogo: Miguel Gonsalves) é uma aldeia do município de São Filipe na central da ilha do Fogo, em Cabo Verde.

## Vilas próximos ou limítrofes
- Monte Grande, suloeste
- Lomba, nordoeste